# 横山泰造
横山 泰造（よこやま たいぞう、1870年10月14日（明治3年9月20日）- 1947年（昭和22年）4月10日）は、明治後期から昭和前期の農業経営者、実業家、政治家。衆議院議員、岡山県会議長、岡山県邑久郡鶴山村長、同県和気郡日生町長。木堂派として活動した。

## 経歴
備前国邑久郡鶴海村（岡山県邑久郡鶴山村鶴海、備前町を経て現備前市鶴海）で、素封家、酒造業・横山栄蔵の二男として生まれる。東京高等商業学校（現一橋大学）を中退し兵役に服し、帰郷して家業の酒造業を手伝った。
その後、分家して果樹園を営みナシ栽培を行う。邑久郡農会長、同郡畜産組合長、岡山県畜産組合連合会副会長、中央畜産会副会頭、帝国馬匹協会理事、岡山酪農販売購買利用組合理事長などを務め、畜産などの農業振興に尽力。実業界では、岡山練乳社長、岡山相互金庫理事長、岡山内燃工業組合理事長、淡路練乳顧問などを務めた。
政界では、邑久郡会議員、同議長、鶴山村長に在任。1915年（大正4年）5月、岡山県会議員補欠選挙に当選し、1927年（昭和2年）まで4期12年余り在任し同議長も務めた。この間、日生町長に1921年（大正10年）から1928年（昭和3年）2月まで2期7年在任し、町営病院開設、水道整備、日生港整備、鴻島開墾事業などに尽力した。
1928年（昭和3年）2月、第16回衆議院議員総選挙で岡山県第1区から立憲政友会公認で出馬して初当選。第18回総選挙でも再選され、衆議院議員に通算2期在任した。選挙活動資金の捻出のため果樹園も閉めて借財を増やし、第18回総選挙で資金援助を受けた実業家行吉角治を後継者にして1936年（昭和11年）に政界を引退した。

## 国政選挙歴
- 第16回衆議院議員総選挙（岡山県第1区、1928年2月、立憲政友会公認）当選[11]
- 第17回衆議院議員総選挙（岡山県第1区、1930年2月、立憲政友会公認）落選[1][12]
- 第18回衆議院議員総選挙（岡山県第1区、1932年2月、立憲政友会公認）当選[1][13]

## 親族
- 従兄弟 玉野知義（衆議院議員）[3]